# Agrocybe praecox
Agrocybe praecox (Pers.) Fayod, Annls Sci. Nat., Bot., sér. 7 9: 358 (1889).

## Descrizione della specie

### Cappello
Da convesso a piano, cuticola opaca, viscida e di colore giallo scuro, sia da chiuso che da aperto.

### Lamelle
Quasi spaziate, sottili, di colore biancastro, tendono a ingiallire.

### Gambo
Ingrossato in un insieme di altri esemplari, bianco e striolato.

### Anello
Bianco, si colora di bruno a causa delle spore sovrastanti.

### Carne
Bianca-ghiaccio, immutabile.
- Odore: gradevole
- Sapore: gradevole ma non da tutti apprezzato.

### Spore
Marroni in massa.

## Habitat
Da primavera fino ad estate-autunno, cespitoso su ceppaie.

## Commestibilità
Commestibile, però amaro e di resa piuttosto scarsa. Se ne sconsiglia il consumo per probabilità di scambio con specie velenose, talvolta anche con qualche pericolosa Inocybe.

## Specie simili
- Hypholoma fasciculare (velenoso)
- Hypholoma sublateritium (velenoso)
- Kuehneromyces mutabilis (buon commestibile)

## Binomi e sinonimi obsoleti
- Agaricus gibberosus Fr., Epicrisis Systematis Mycologici (Upsaliae): 163 (1838)
- Agaricus praecox Pers., Comm. Schaeff. Icon. Pict.: 89 (1800)
- Agaricus togularis Bull. ex Pers., Synopsis Methodica Fungorum (Göttingen) 2: 262 (1801)
- Agrocybe gibberosa (Fr.) Fayod, Annls Sci. Nat., Bot., sér. 7 9: 358 (1889)
- Pholiota praecox (Pers.) P. Kumm., Führ. Pilzk. (Zwickau): 85 (1871)
- Pholiota togularis sensu Gillet (1874); fide Checklist of Basidiomycota of Great Britain and Ireland (2005)
- Togaria praecox (Pers.) W.G. Sm., Syn. Brit. Basidiomyc.: 124 (1908)